# Dictator (musikalbum)
Dictator är Daron Malakian and Scars on Broadways andra studioalbum, släppt den 20 juli 2018. Albumet är det första för bandet på tio år och det första att lanseras under det nya bandnamnet; på det föregående albumet hette bandet enbart Scars on Broadway.

## Bakgrund och inspelning
Albumet utannonserades redan i januari 2012 och det avslöjades då att det skulle lanseras under sommaren det året. Den 24 februari 2012 laddades det även upp ett smakprov på en av bandets nya låtar "Guns Are Loaded" på deras hemsida. John Dolmayan, som i en intervju i augusti 2012 berättade att han inte längre var med i Scars on Broadway, sade även i denna intervju att det nya albumet skulle släppas någon gång runt årsskiftet 2012/2013 och att han ansåg att det var ett bra album som skulle lanseras. Den 23 september 2012 bekräftade även Franky Perez att han inte längre var med i Scars on Broadway och liksom Dolmayan ansåg Perez att Scars on Broadways nästa album innehöll några riktigt bra låtar. I november 2012 avslöjade Malakian att han avsiktligt hade varit väldigt hemlighetsfull angående Scars on Broadways nästa album. Han sade även att han spelade alla instrument under inspelningen av albumet, vilken i sig tog under tio dagar, och att det förväntades släppas tidigt under 2013. Malakian har sagt att hans privatliv var tumultartat vid inspelningen av Dictator och att han såg tiden i studion som terapeutisk. I samband med det nya albumet skulle en EP, med titeln Fuck n' Kill, lanseras. Efter detta tog Scars on Broadway ett uppehåll och inga nyheter om albumet rapporterades på drygt fem år.

## Musik
Soundet på Dictator var, enligt Malakian, inspirerat av punkrock och han ansåg att det var ett musikaliskt tyngre album än debutalbumet.

## Lansering och marknadsföring
Den första singeln från albumet, "Lives", lanserades den 23 april 2018, den andra singeln, "Dictator", släpptes den 1 juni samma år och den tredje singeln, "Guns Are Loaded", lanserades den 13 juli samma år. Anledningen till att albumet, som fick titeln Dictator, dröjde så länge att släppa var på grund av osäkerheten runt System of a Downs, Malakians andra band, planer på att lansera ett nytt album. Malakian berättade i april 2018 att han hade planer på ett tredje album med Daron Malakian and Scars on Broadway och att han redan hade skrivit flera låtar för det och att han hoppades på att kunna börja spela in det inom fyra månader eller så.
Låtar som bandet hade uppträtt med eller diskuterat mellan 2010 och 2012 var: "Guns Are Loaded", "Dictator", "Till The End", "Sickening Wars", "Fuck and Kill" och "Assimilate".

## Låtlista
Alla låtar är skrivna och komponerade av Daron Malakian, utom när det anges. 
| Nr  | Titel            | Längd |
| --- | ---------------- | ----- |
| 1.  | Lives            | 4:03  |
| 2.  | Angry Guru       | 3:36  |
| 3.  | Dictator         | 3:00  |
| 4.  | Fuck and Kill    | 3:35  |
| 5.  | Guns Are Loaded  | 4:16  |
| 6.  | Never Forget     | 3:19  |
| 7.  | Talkin' Shit     | 4:50  |
| 8.  | Till the End     | 4:55  |
| 9.  | We Won't Obey    | 3:39  |
| 10. | Sickening Wars   | 2:18  |
| 11. | Gie mou "My Son" | 2:55  |
| 12. | Assimilate       | 3:38  |